# 冷凍
冷凍（れいとう）とは、保存・食品の品質保持等のために人為的に機器（冷凍機・冷凍庫）・液体窒素などを用いて凝固（凍結）させること。また、自然環境の下に凍結させる場合の冷凍（自然冷凍）がある。

## 機械による冷凍
- 冷凍機・冷蔵庫（冷凍庫）・トンネルフリーザー
  - 食品 - 製氷・冷凍食品・高野豆腐・冷凍みかん・アイスクリーム・シャーベット

冷凍技術
- 冷凍食品などを冷凍したまま移動させる輸送技術としてコールドチェーンがある。
- 塩水の状態だと凍らせずに魚などの鮮魚を保てるとしてブライン凍結が行われる。

## 自然環境による冷凍（自然冷凍）
- 製氷（天然氷）・凍みコンニャク・高野豆腐（凍み豆腐）
- アイスクリーム・シャーベット

## 科学分野での低温化について
クライオ（cryo、ギリシャ語：κρύο）もしくはcryos (もしくはκρύος)は、ギリシャ語で「寒さ（低温）」、「氷の冷たさ」の意味である。そこから科学用語などで凍結（低温化）に関する物の接頭辞（結合辞）として cryo- が使用される
例
- 低温生物学（cryobiology）
- 低温物理学（Cryogenics）
- 人体冷凍保存（cryonics）
- 雪氷圏（Cryosphere）
- 凍結治療（Cryotherapy）
- クライオポンプ
- 氷の火山（cryovolcano）